# Schiavismo azteco
Nella struttura della società azteca anche gli schiavi, o tlacotin (diversi dai prigionieri di guerra), costituivano un'importante classe sociale. 

## Descrizione
Il concetto azteco di schiavismo era molto differente da quello che gli europei del tempo tentavano di stabilire nelle loro colonie, anche se aveva molti tratti in comune con quello dell'antichità classica greca e romana. Per prima cosa lo status di schiavo era personale, non ereditario, per cui il figlio di uno schiavo era libero. Uno schiavo poteva possedere beni e terreni, ed anche altri schiavi sotto di lui. Gli schiavi avevano il diritto di comprare la propria libertà, e potevano diventare liberi dimostrando di essere stati maltrattati, o che un proprio figlio (o figlia) aveva sposato una figlia (o figlio) del padrone. 
Solitamente, alla morte del padrone, gli schiavi che avevano servito in modo esemplare venivano liberati. Il resto degli schiavi passava di padre in figlio come parte dell'eredità.
Un altro metodo per riacquistare la libertà viene descritto da Manuel Orozco y Berra in La civilización azteca (1860): se, al tianquiztli (piazza del mercato; la parola è sopravvissuta nell'odierno spagnolo "tianguis"), uno schiavo riusciva a scappare dal controllo del padrone, correre fuori dalle mura del mercato e pestare con un piede un escremento umano, e poi presentare il proprio caso ad un giudice, gli sarebbe stata concessa la libertà. Sarebbero quindi stati lavati, gli sarebbero stati forniti nuovi abiti non di proprietà del padrone, ed erano dichiarati liberi. Le persone non imparentate col padrone potevano essere dichiarate schiave per aver provato ad evitare la fuga di uno schiavo, ed è per questo motivo che solitamente nessuno aiutava il padrone a riacciuffare il fuggitivo. 

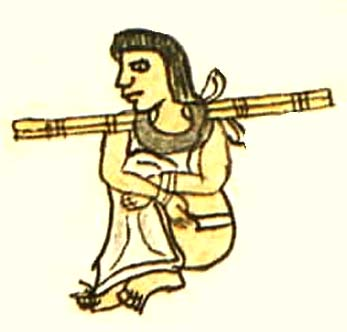
Schiavo punito che indossa un collare in legno

Orozco y Berra dice anche che un padrone non poteva vendere uno schiavo senza il suo consenso, a meno che lo schiavo fosse classificato come "incorreggibile" da un'autorità. Gli schiavi incorreggibili dovevano indossare un collare in legno, attaccato tramite anelli a delle dure manette di legno. Il collare non era solo un simbolo di cattiva condotta, ma era stato progettato per rendere più difficoltosa la fuga nei vicoli stretti.
Nel comprare uno schiavo col collare, l'acquirente veniva informato su quante volte era già stato venduto. Uno schiavo venduto quattro volte come incorreggibile poteva essere poi venduto per essere sacrificato; questo genere di schiavi dava il diritto ad un premio in denaro.
Se uno schiavo col collare riusciva a presentarsi nel tempio reale o in tempio si guadagnava la libertà.
Un azteco poteva diventare schiavo come pena per qualche reato. Un assassino condannato a morte poteva, dietro richiesta della moglie della vittima, diventare suo schiavo. Un padre aveva il diritto di vendere i figli come schiavi se costoro venivano dichiarati incorreggibili da un'autorità. Anche coloro che non pagavano i propri debiti potevano diventare schiavi.
Volendo, chiunque poteva vendersi come schiavo ad un altro. Essi potevano restare liberi ancora per un po' per gustarsi la propria libertà, solitamente per un anno, dopodiché si presentavano al nuovo padrone. Questo era solitamente il destino di giocatori d'azzardo e delle vecchie ahuini (cortigiane o prostitute).
Motolinía dice che alcuni prigionieri, future vittime di sacrifici, venivano trattati da schiavi con tutti i diritti di uno schiavo azteco fino al momento del sacrificio, ma non è chiaro se questi diritti comprendessero la possibilità di scappare.